# Johann Brodtwolff
Johann Johann Jacob Brodtwolff (* 1606 in Pappenheim; † 2. Mai 1653 in Weißenburg im Nordgau) war ein deutscher Jurist und Gesandter der Reichsstadt Weißenburg zu den Verhandlungen, die 1648 zum Westfälischen Frieden geführt haben.

## Leben
Johann Brodtwolff war ein Sohn des Pfarrers und Dekans Stephan Brodtwolff (1568–1614) und dessen Ehefrau Agnes Gratelmüller.
Nach dem Studium der Rechtswissenschaften war er Berater der Pappenheimer Reichserbmarschälle, bevor er am 25. Oktober 1644 als Nachfolger des kaiserlichen Hofpfalzgrafen Johann Wolfgang Hiller Stadtsyndikus in der Reichsstadt Weißenburg im Nordgau wurde. Als Gesandter dieser Stadt nahm er 1646 in Münster an den Verhandlungen teil, die 1648 zum Westfälischen Frieden geführt haben.
1648 wurde er Gesandter zum Fränkischen Kreistag und 1649/1650 mit gleicher Aufgabenstellung zum Nürnberger Exekutionstag, der zur Klärung von Fragen, die bei der Beendigung des Dreißigjährigen Krieges durch den Westfälischen Frieden in Osnabrück und Münster offengeblieben waren.